# ホンダ・ドリームCB250
DREAM CB250（ドリーム シービーにひゃくごじゅう）は、本田技研工業がかつて製造販売していたオートバイである。本項では搭載するエンジンのシリンダー内径を拡大し排気量をアップした姉妹車のDREAM CB350（ドリーム シービーさんびゃくごじゅう）ならびにフルモデルチェンジ車のDREAM CB250T（ドリーム シービーにひゃくごじゅうティー）/DREAM CB360T（ドリーム シービーさんびゃくろくじゅうティー）のほか、派生車種についても解説を行うとともに以降は日本国内仕様についてはペットネームのドリームは省略して記載する。

## 概要
CBシリーズ排気量250ccクラスネイキッドタイプのロードスポーツ車で、1960年から製造販売されたCB72スーパースポーツをフルモデルチェンジした第2世代モデルである。また同一フレームにさらなる高出力をという観点から350ccクラスのエンジンを搭載するモデルが同時開発され、1968年から製造販売された。

## 車両解説
※本項では最初期モデルについて解説を行う。
CB72/77スーパースポーツから全面刷新されており、フレームはセミダブルクレードルへ変更。搭載エンジンも空冷4ストローク2バルブSOHC2気筒という形状こそ共通だが、特徴的だった前傾25°シリンダーはほぼ直立とした上でCB250は内径x行程=56.0x50.6（mm）・排気量249cc、CB350は内径x行程=64.0x50.6（mm）・排気量325ccに設定。圧縮比は共に9.5とし、スペックは250が最高出力30ps/10,500rpm・最大トルク2.14kg-m/9,500rpm、350が最高出力36ps/10,500rpm・最大トルク2.55kg-m/9,500rpmとされた。始動方式はセル・キック併用、トランスミッションは常時噛合式5段マニュアル、ただしCB72/77で採用されたリンク調整式バックステップは廃止され、ハンドルもフラットからアップタイプに変更した。
サスペンションは前輪をテレスコピック、後輪をスイングアームとし、ブレーキは前後ともリーディングトレーディングである。ホイールは前後18インチスポーク、タイヤ幅は前が3.00であるが、後は250が3.25、350が3.50と異なる。

### CB250/350
1968年4月15日発表。外装はCB72/77のイメージを引き継いだモデルで、漆黒をベースにクロームメッキを使用した燃料タンクを装着するほか、タコメーターとスピードメーターは楕円形状に一体化された上でライトケース上部に設置する。1970年までに生産終了。

### CB250エクスポート/350エクスポート
上述したCB250/350と同時発表。燃料タンクを海外向け輸出仕様と同じ容量12 Lのストライプカラータイプに変更し、メーター類を2眼式としたバリエーションモデルで、海外向け輸出仕様の車名はCB250K/350Kとされた。
1970年2月3日発表、同月4日発売で以下のマイナーチェンジを実施。
- 前輪ブレーキ作動時でも制動灯点灯へ構造変更
- リフレクターを装備
- タンクカラーリングならびにロゴを変更
- 点火時期及び排気側弁すきまを変更しアイドリング時の円滑安定化を向上
- 前後サスペンションのバネ寸法変更にならび定数を上げ操縦安定性を向上（350のみ）

標準販売価格は、250が189,000円、350が196,000円。生産目標は姉妹車のCL250/350を含み13,000台/月とされた。
1971年2月25日発表、同年3月1日発売で以下のマイナーチェンジを実施。
- タンクキャップを2重ロックのクイックオープン式へ変更
- シートを横開け式へ変更
- サイドグリップを大型化
- トリップメーターを装備
- 後輪ブレーキアジャストを装備
- スピードメーターの80 km/h以上を赤色表示へ変更
- ポジションランプを装備

標準販売価格を250が197,000円、350が204,000円へ改訂。生産目標は輸出ならびに姉妹車のCL250/350を含み25,000台/月とされた。
1972年2月28日発表、同年3月1日発売で以下のマイナーチェンジを実施。
- エンジンの出力特性を見直し
  - 250：最高出力27 ps/10,000 rpm・最大トルク2.00 kg-m/9,000 rpm
  - 350：最高出力32 ps/10,000 rpm・最大トルク2.30 kg-m/9,000 rpm
- サスペンションセッティングを変更
- タンクカラーリングを変更
- エアクリーナーならびにマフラーの内部構造変更により消音特性を強化
- シート形状を変更
- ハンドル幅を730→700 mmへ変更
- テールランプならびに側面リフレクターを大型化
- 後述するセニアには発売時より装備された以下のアイテムを装着
  - キルスイッチ
  - ヘルメットホルダー
  - 80km/hで点灯する速度警告灯

標準販売価格を250が202,000円、350が209,000円へ改訂。生産目標はセニアならびに輸出を含み15,000台/月とされた。

### CB250セニア/350セニア
エクスポートの前輪ブレーキを油圧式シングルディスクへ換装したモデルで、1971年5月31日発表、同年6月1日発売。エクスポートの1971年モデルをベースにして、ディスクブレーキ装着以外には以下の相違点がある。
- キルスイッチ・ヘルメットホルダー・80km/hで点灯する速度警告灯を装備
- ハンドル変更により車幅を775→770mm・車高を1,075→1,175mmへ変更

標準販売価格を250が212,000円、350が219,000円。生産目標は6,000台/月とされた。
1972年2月28日発表、同年3月1日発売でエクスポート同様のマイナーチェンジを実施。標準販売価格を250が217,000円、350が224,000円へ改訂。

### CB250T/360T
| CB250T海外向け輸出仕様  |  | CB360T海外向け輸出仕様  |
| CB250T 海外向け輸出仕様 |  | CB360T 海外向け輸出仕様 |

上述したエクスポート・セニアを統合したフルモデルチェンジ車で、350はエンジンのシリンダー内径を67.0mmに拡大し、排気量356cc・最高出力31ps/9,000rpm・最大トルク2.60kg-m/8,000rpmとなったため360に変更を実施。車名のTは2気筒=Twinに由来するほか、海外では250K/350Kと区別するためモデルコードのG5で呼ばれる。
なおエクスポート・セニアからの変更点を以下に示す。
- 前輪油圧式シングルディスクブレーキを全車標準装備化
- マニュアルトランスミッションを6速化
- CV型強制開閉キャブレターにアイドルストッパーを装備
- ホイールベースを1,320→1,345mmへ拡大
- 2眼式メーターの間に各種インジゲーターを装備
- シート形状を変更
- 電力ヒューズをヘッドライト・テールランプ・その他の3系統に分離
- カラーリング変更

日本国内向け仕様は以下のスケジュールで発表発売ならびに標準販売価格・生産目標が設定された。
CB250T
- 1973年8月2日発表 同月3日発売
- 246,000円・4,000台/月（輸出含む）

CB360T
- 1973年9月11日発表 同月12日発売
- 253,000円・15,000台/月（輸出含む）

本モデルは1977年にホークシリーズへフルモデルチェンジされ生産終了となった。

## 派生車種
以下のモデルが製造販売された。
CD250
C72の実質的後継となるビジネスモデルで1968年6月24日発表、同年7月10日発売。
CB250をベースにするが、シングルシート・大型リヤキャリア・フルカバードタイプドライブチェーンケースを装着するほか、出力特性を低中速での扱いやすさを重視し最高出力27ps/10,000rpm・最大トルク2.09kg-m/8,000rpmへ変更。マニュアルトランスミッションもロータリー式4段とした。タコメーターは未装備でスピードメーターはC72同様にライトケース上部内蔵とした。1970年に生産終了。
CL250/350
センターアップマフラーやブロックタイプタイヤへ換装を行いオン・オフロード両用としたスクランブラータイプ。CL72/77スクランブラーからのフルモデルチェンジ車で1968年4月15日発表。
搭載するエンジンはCB250/350と共用するが、出力特性を中低速での扱いやすさを考慮して1970年モデル基準で250が最高出力27ps/10,000rpm・最大トルク2.00kg-m/8,000rpm、350が最高出力33ps/9,500rpm・最大トルク2.60kg-m/8,000rpmとなるほか、車重もCBの167kgに対して164kg、前タイヤは3.00サイズであるものの19インチ径とし、後タイヤは250/350とも3.50-18という差異がある。
1970年2月3日発表、同月4日発売でCB250/350エクスポートと同様のモデルチェンジを実施。本モデルオリジナルの変更点はマフラーおよびプロテクターの形状変更を行い断熱効果を向上させた。標準販売価格は250が191,000円、350が201,000円とされた。
1971年2月25日発表、同年3月1日発売でCB250/350エクスポートと同様のマイナーチェンジを実施。標準販売価格は250が199,000円、350が206,000円とされた。
ベースモデルがCB250T/350Tへフルモデルチェンジされた際に250は単気筒エンジンを搭載するSL250Sを実質的後継車としてモデルチェンジされ生産終了。350は海外向け輸出仕様としてCL360へモデルチェンジされ1977年まで生産された。
SL350
CLシリーズよりオフでの走破性を重視した上で後継も兼ねるデュアルパーパスモデル。CB350をベースにして1970年10月19日発表、同月20日発売。
エンジンチューニングはCB350ともCL350とも異なる低中速高出力重視の最高出力30ps/9,500rpmとしたほか、始動方式はプライマリーキックを採用。また当初からエンジンキルスイッチを装備するほか、フロントフェンダーをCLシリーズの可動式（ダウン）から固定式（アップ）に変更した。標準販売価格は217,000円、生産目標は輸出も含み5,000台/月とされた。
1973年にベースモデルが生産終了となったことから本モデルも廃モデルとなった。
CJ250T/360T
1976年4月26日発表発売。CB250T/CB360Tをベースにしたモデルで以下の変更を実施。
- 車体デザインを当時流行したカフェレーサータイプとし小物入れ付シートカウルを装着
- 前輪フェンダーをFRP製とし車体と同色化
- マニュアルトランスミッションを6速→5速へ変更
- セルモーターを廃止しキック始動のみへ変更
- マフラーを2into1の集合タイプへ変更

日本国内ならびに海外へ輸出もされたが、ベースモデルのホークシリーズフルモデルチェンジにより生産終了。